# Костоватое
Костоватое (укр. Костувате) — село в Вознесенском районе Николаевской области Украины.
Основано в 1733 году. Население по переписи 2001 года составляло 456 человек. Почтовый индекс — 55434. Телефонный код — 5131. Занимает площадь 1,089 км².

## Местный совет
55434, Николаевская обл., Вознесенский р-н, с. Костоватое, ул. Школьная, 12